# Kantonista

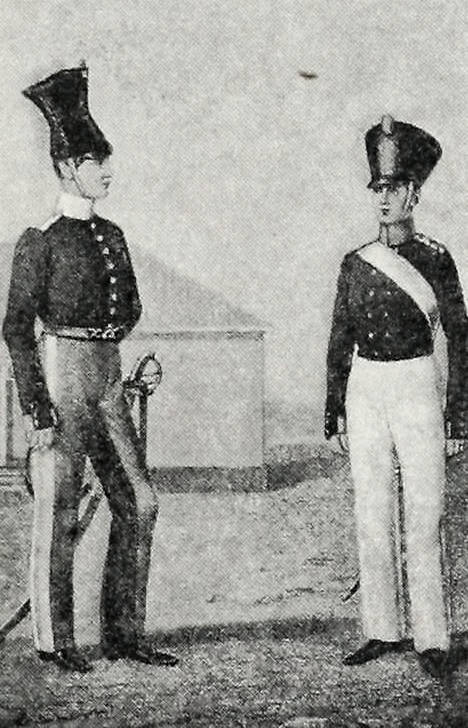
Kantoniści

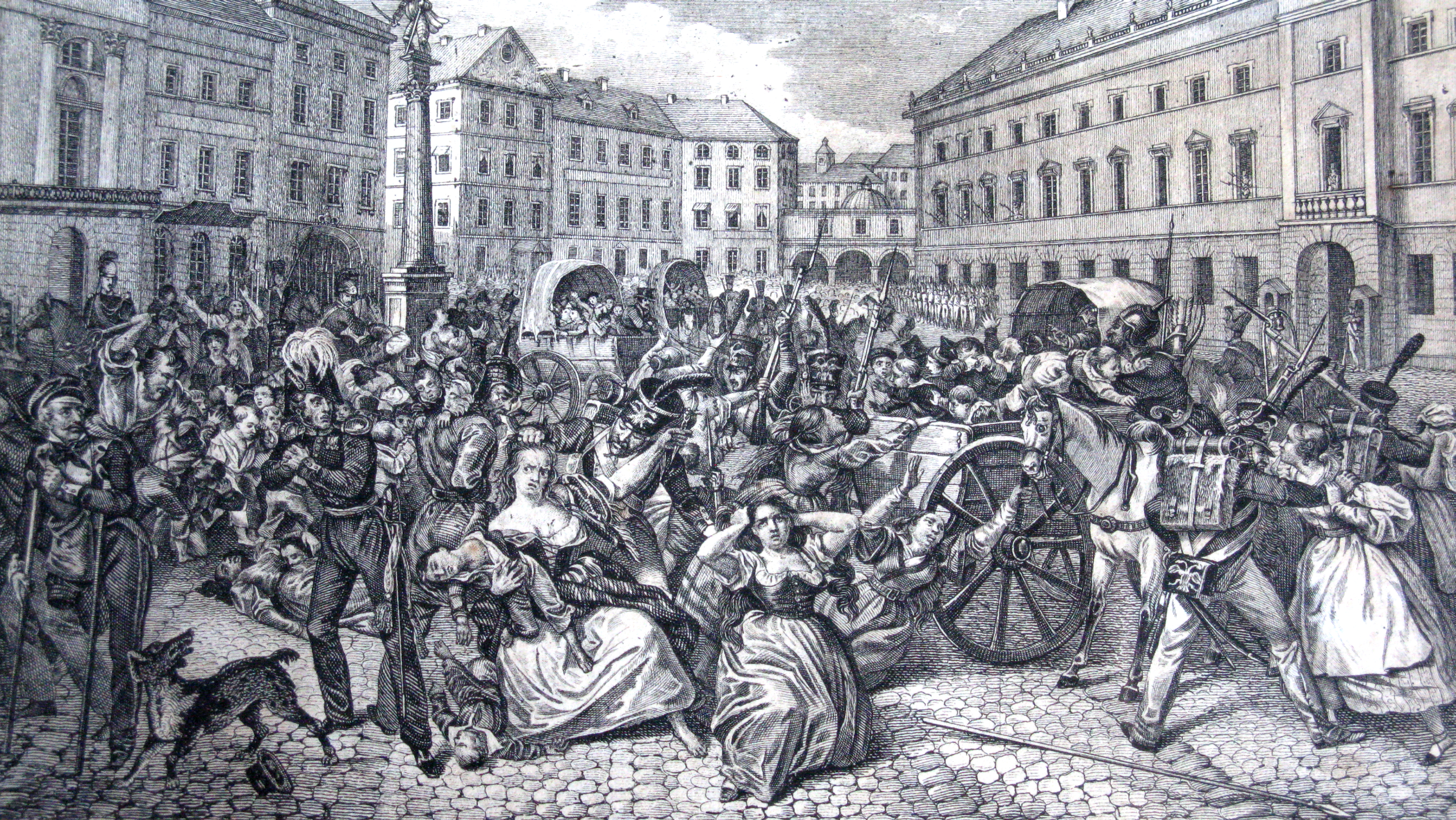
Porwanie dzieci polskich przez żołnierzy rosyjskich na placu Zamkowym w Warszawie (1831). Celem porwania było wcielenie dzieci polskich do Armii Imperium Rosyjskiego i traktowanie ich w tej armii jako kantonistów

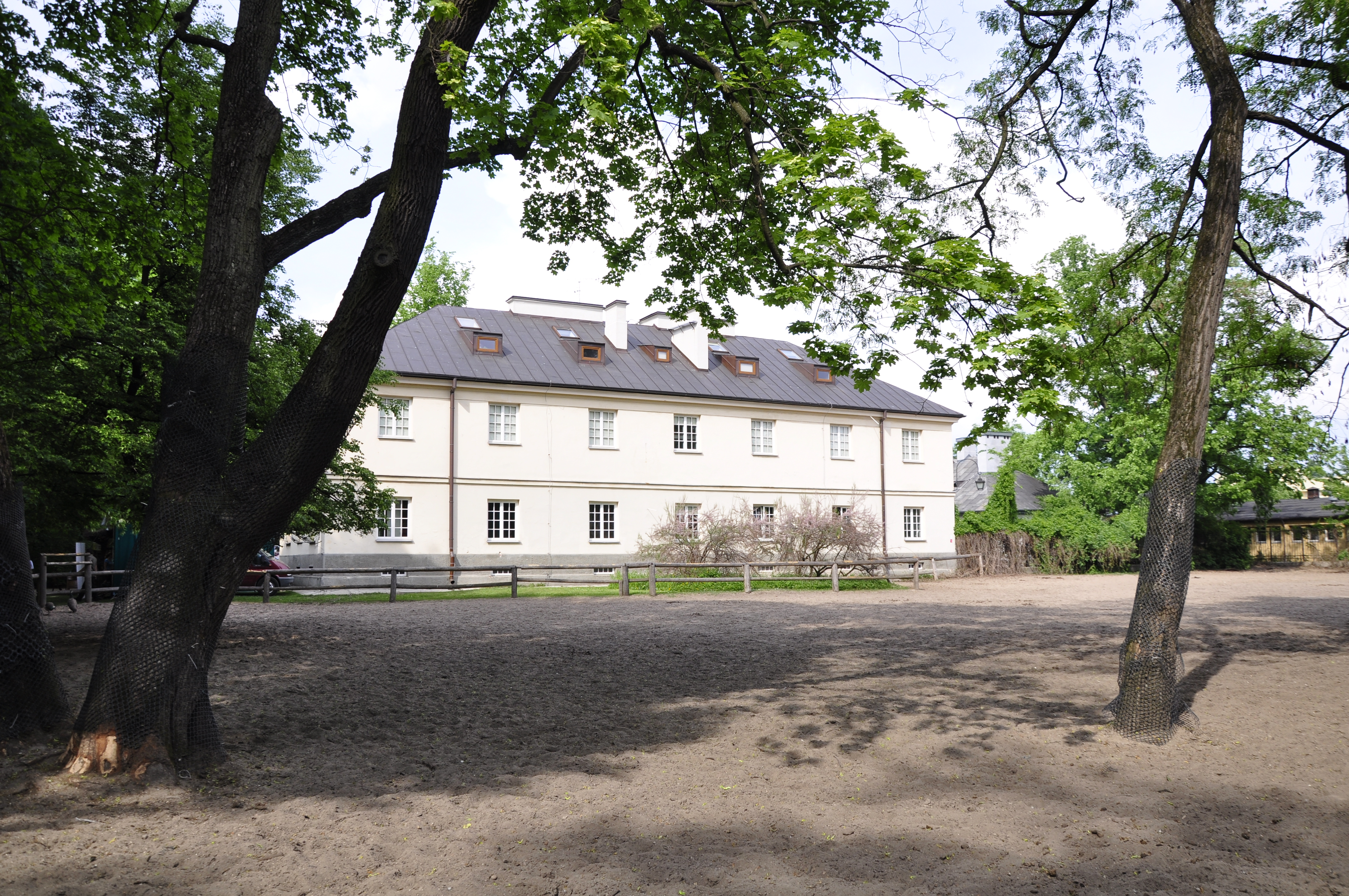
Koszary Kantonistów na terenie Łazienek Królewskich w Warszawie. Siedziba Muzeum Łowiectwa i Jeździectwa

Kantonista (ros. кантонист) – chłopiec kształcony w tak zwanych szkołach kantonistów (кантонистские школы) w Imperium Rosyjskim (przed 1858) na zawodowego wojskowego Armii Imperium Rosyjskiego. Kantonistami były głównie sieroty, dzieci żołnierzy i pochodzące z ubogich, niemających środków do życia rodzin.
Według encyklopedii Orgelbranda kantonista to „kandydat, przeznaczony do służby wojskowej, wybierany jako rekrut z pewnego okręgu, czyli kantonu”. Znaczenie to odnosi się do zasad poboru do armii pruskiej wprowadzonych w 1733 przez króla Prus Fryderyka Wilhelma I i obowiązujących do 1813.
Kantonistami nazywano również żołnierzy „na leżach”, to jest odesłanych na tyły armii, odpoczywających i leczących rany po kampanii lub niedobitki z utraconych oddziałów czekających na nowy przydział.

## Geneza
Dekretem cara Piotra Wielkiego z 1721 zobowiązano w Rosji każdy regiment do utrzymywania szkół garnizonowych (гарнизонные школы) – rodzaju wojskowych domów dziecka – dla 50 chłopców. W szkołach tych nauczano gramatyki i arytmetyki, a także muzyki, śpiewu oraz przedmiotów przydatnych w późniejszej służbie wojskowej (budowa fortyfikacji, podstawy technik artyleryjskich i tym podobne). Uczniów przygotowywano do pracy w zawodach tradycyjnie związanych z wojskiem – kowalstwie, rusznikarstwie, szewstwie. W 1732 przedłużono czas nauki do 18. roku życia (wcześniej obowiązywał od 7. do 15. roku życia). Kolejny dekret z 1758 zobowiązywał wojskowych do kierowania do tych szkół własnych synów przy czym od reguły tej było kilka wyjątków, dotyczących dzieci między innymi tych wojskowych, którzy położyli szczególne zasługi w służbie. Nazwa „kantoniści” używana jest od czasu reformy tych szkół dokonanej w 1805.

## Żydzi jako kantoniści
Ukaz cara Mikołaja I z 26 sierpnia 1827 zobowiązywał żydowskich chłopców do nauki w szkołach kantonistów od 12. do 18. roku życia. Od tej daty liczba służących w armii rosyjskiej Żydów zaczęła szybko rosnąć; zgodnie bowiem z tym rozporządzeniem, społeczność żydowska obowiązana była oddawać w ciągu każdego roku do służby wojskowej dziesięciu z tysiąca, a chrześcijańska – tylko siedmiu. Ogółem przez blisko 30 lat obowiązywania tego przepisu do szkół kantonistów trafiło ponad pięćdziesiąt tysięcy małoletnich Żydów, z czego w ciągu jedenastu lat między 1843 a 1854 było ich 29 115. Zakazywano im kontaktów z rodziną, poddawano rusyfikacji zakazując rozmów w języku ojczystym, a także chrystianizowano zakazując rodzimych praktyk religijnych i modlitw.

## Polacy jako kantoniści
W latach 1831–1832 trwało wcielanie dzieci polskich do Armii Imperium Rosyjskiego, które miały być traktowane jako kantoniści i kierowane do specjalnych batalionów wojsk rosyjskich.

## Służba
Kantoniści byli obowiązani do odsłużenia w wojsku – tak jak inni poborowi w Rosji – dwudziestu pięciu lat (czas nauki w szkole nie był do tego okresu zaliczany), po czym byli demobilizowani i mieli prawo osiedlić się w dowolnym miejscu Imperium, także poza strefą osiedlenia.
Kantoniści bywali stale niedożywieni, oczekiwano od nich, że będą sami dbać o własne potrzeby, zaopatrując się w żywność u okolicznych mieszkańców. To „spartańskie wychowanie” i zachęcanie do kradzieży było zamierzone. Znany jest przypadek żydowskiego kantonisty nazwiskiem Chodulewicz, któremu w 1856 udało się ukraść podczas ćwiczeń wojskowych w Humaniu zegarek samemu carowi Rosji Aleksandrowi II. Chodulewicz nie tylko że nie został za ten czyn niczym ukarany, ale otrzymał jeszcze wysoką nagrodę pieniężną – 25 rubli.

## Likwidacja szkół kantonistów
Ogłoszony 26 sierpnia 1856, po przegranej wojnie krymskiej, dekret cara Aleksandra II zreformował organizację armii rosyjskiej i anulował poprzednie przepisy regulujące funkcjonowanie szkół kantonistów, rozpoczynając przekształcanie szkolnictwa wojskowego. Dawne szkoły kantonistów przekształcono w 1858 w szkoły wojskowe, później jeszcze kilkakrotnie zmieniając ich nazwy.